# Finanzministerium (Thailand)

Das Siegel des Finanzministeriums zeigt einen Paradiesvogel (paksa wayuphak)

Das Finanzministerium des Königreichs Thailand (thailändisch กระทรวงการคลัง, RTGS: Krasuang Kan Khlang, englisch Ministry of Finance, MOF) ist ein Ministerium mit Kabinettsrang in der Regierung von Thailand.

## Allgemeines
Das thailändische Finanzministerium ist unter anderem verantwortlich für
- die öffentlichen Finanzen,
- die Besteuerung der Bürger des Landes,
- die Staatskasse,
- das Regierungseigentum,
- die Anteile an Unternehmen,

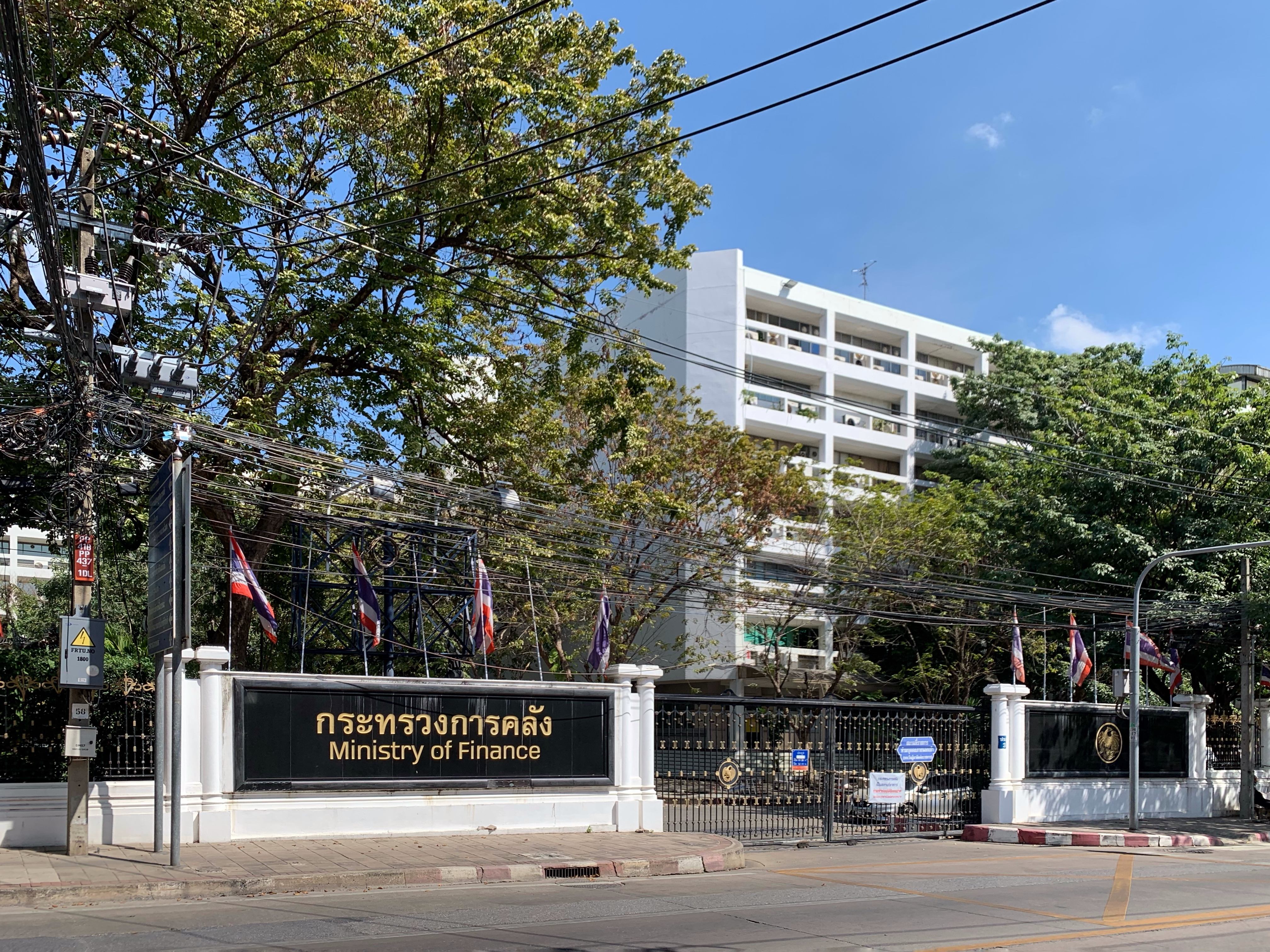
Sitz des Ministeriums

- Sitz des Ministeriumsdie Geschäftsvorgänge der unter öffentlicher Verwaltung stehender Monopolbetriebe (z. B. die Tabakindustrie).

Auch kann das Finanzministerium Kreditbürgschaften für Behörden, öffentliche Finanzinstitute und Staatsbetriebe vergeben.
Dem Finanzministerium steht der Finanzminister (thailändisch รัฐมนตรีกระทรวงการคลัง, Ratthamontri wakan Krasuang Kankhlang) vor, dem mindestens zwei stellvertretende Minister unterstehen. Sie sind ebenfalls Kabinettsmitglieder und werden deshalb vom König von Thailand auf Vorschlag des Premierministers ernannt.

## Geschichte
Die Anfänge des thailändischen Finanzministeriums geht auf die Einrichtung des Krom Khlang (กรมคลัง) im Königreich Ayutthaya, dem späteren Krom Phra Khlang (กรมพระคลัง), zurück. Es wurde 1454 mit dem Palastgesetz über die zivile Hierarchie von König Borommatrailokanat errichtet und war eine der „vier Säulen“ (Chatusadom) des traditionellen siamesischen Regierungssystems vom 15. bis 19. Jahrhundert. Die Einrichtung und der jeweilige Amtsinhaber wurden von westlichen Berichterstattern meist Phraklang genannt oder zu Berguelang und Barcelon verballhornt. Der Phraklang hatte weitreichende Befugnisse in den Bereichen Besteuerung und Abgaben, Handel, staatliche Monopole und sogar in den auswärtigen Beziehungen, die seinerzeit praktisch ausschließlich dem Überseehandel und der daraus abgeleiteten Gewinnerzielung dienten. Die Leiter des Ministeriums trugen meist den Titel Phraya Kosathibodi. Ein prominentes Beispiel ist Kosa Lek, der von 1679 bis 1683 Schatz- und Handelsminister unter König Narai war. Er nahm den griechischen Abenteurer Constantine Phaulkon in seinen Dienst, der ihn 1683 faktisch als Minister ablöste (auch wenn er das Amt als Ausländer nicht offiziell innehatte) und zu einem der wichtigsten Berater des am Kontakt mit dem Westen sehr interessierten Königs Narai wurde. Kosa Leks Bruder Kosa Pan war der erste siamesische Gesandte in Frankreich und wurde nach dem Sturz Narais 1688 von König Phetracha zum Phrakhlang ernannt, bis er selbst 1699 in Ungnade fiel.
Während der Rattanakosin-Ära unter der Chakri-Dynastie (ab 1782) blieben die meisten Befugnisse erhalten. Im 19. Jahrhundert, während der Herrschaft der Könige Rama III. und Rama IV. (Mongkut) war das Phrakhlang-Ministerium jahrzehntelang in der Hand der aristokratischen Familie Bunnag, zunächst unter Chaophraya Prayurawong (Dit Bunnag), dann unter dessen Sohn Chaophraya Thipphakorawong (Kham Bunnag). 1855 besiegelte König Mongkut den Siamesisch-Britischen Handelsvertrag mit John Bowring, deshalb im Westen auch oft Bowring-Vertrag genannt. Dieser Vertrag diente hauptsächlich britischen Handelsinteressen; so wurden die Zölle auf maximal drei Prozent begrenzt. Der König musste eine Zollbehörde schaffen und die königliche Münze einrichten, um den neuen Herausforderungen gerecht zu werden.
Das Finanzministerium im modernen Sinne entstand unter König Rama V. (Chulalongkorn), der 1873 ein Dekret unterzeichnete, das dem Königlichen Schatzministerium alle Vollmachten und die notwendigen Einrichtungen zuteilte, um seinen Aufgaben gerecht werden zu können. Als ersten Finanzminister ernannte er seinen Onkel, Prinz Mara Pamrabporapat. Nach dem Übergang zur konstitutionellen Monarchie wurde das Ministerium 1933 im Zuge des Reformgesetzes für den Öffentlichen Dienst in Siam in Finanzministerium umbenannt. Heute besteht es aus 10 Abteilungen, 14 Staatsbetriebe sind ihm unterstellt.

## Organisationsstruktur des thailändischen Finanzministeriums

### Verwaltung
- Büro des Ministers
- Büro des Staatssekretärs

### Abteilungen
- Amt für Steuergesetzgebung
- Abteilung für die Staatskasse
- Leiter des Rechnungswesens
- Zollabteilung
- Abteilung für Monopolsteuern (Akzise)
- Abteilung für Staatseinkünfte
- Büro für die öffentliche Schuldenverwaltung
- Büro für die Steuerung der Staatsbetriebe

### Staatsbetriebe
- Büro für die staatliche Lotterie
- Thailand Tobacco Monopoly
- Government Saving Bank
- Government Housing Bank
- Bank for Agriculture and Agricultural Cooperatives
- Liquor Distillery Organization (Excise Department)
- Playing Cards Factory (Excise Department)
- Export-Import Bank of Thailand
- Small Business Credit Guarantee Corporation
- Secondary Mortgage Corporation
- Small and Medium Enterprise Development Bank of Thailand
- Student Loan Fund
- Dhanarak Asset Development Company Limited

### Privatunternehmen mit dem Finanzministerium als Hauptaktionär
- MCOT (65,8 %) – Kanal 3, Modernine TV
- Thai Airways International (51,0 %)
- TMB Bank (26,1 %)

- Krung Thai Bank (55,1 % gehalten durch den Entwicklungsfonds für Finanzinstitutionen)

### Institutionen unter der Aufsicht des Finanzministeriums
- Bank von Thailand (Zentralbank)
- Königlich-Thailändische Münze (Münzprägeanstalt)